# Victor Cavendish-Bentinck
Pour les articles homonymes, voir Cavendish-Bentinck, Cavendish et Bentinck.
Ne doit pas être confondu avec Victor Cavendish.
Victor Frederick William « Bill » Cavendish-Bentinck, 9e duc de Portland (Marylebone, 18 juin 1897 - Chelsea, 30 juillet 1990) est un homme politique, diplomate et pair britannique.

## Biographie
Il est scolarisé au Wellington College, dans le Berkshire, puis intègre le corps diplomatique en septembre 1919, comme troisième secrétaire, et sert notamment en Pologne dans l’entre-deux guerres.
Pendant la Deuxième Guerre mondiale, il préside le Joint Intelligence Committee ou JIC (le Comité de coordination du renseignement est une structure décisionnelle, placée sous l’autorité du Premier ministre, qui coiffe tous les services de renseignement civils et militaires).
Il est à l'origine de la fusion du Special Operations Executive et du Military Intelligence 6 en 1945.
En août 1945, il est nommé ambassadeur en Pologne. Il entretient des relations étroites avec le principal mouvement d'opposition antisoviétique, le Parti Paysan (PSL) de Stanislaw Mikolajczyk, ancien dirigeant du gouvernement polonais en exil à Londres pendant la guerre.
Il est forcé de quitter la Pologne en février 1947, après les élections générales.
Ancien membre du comité de direction du groupe Bilderberg.
A la mort de son frère aîné Ferdinand Cavendish-Bentinck en 1980, Victor lui succède en tant que 9e duc de Portland. Victor décède en 1990 ; le duché et le marquisat de Titchfield s'éteignent de fait car son fils unique William est décédé en 1966 et ne subsistait aucun descendant mâle du 1er duc. En revanche, le comté de Portland ayant été créé plus tôt que le duché et existant un descendant mâle du 1er comte ; le titre, avec ses titres subsidiaires de vicomte Woodstock et baron Cirencester, ont pu être transmis à un parent du 9e duc de Portland, Henry Bentinck, 11th Earl of Portland (en), qui est devenu le 11e comte de Portland.

## Sources
- (en) Cet article est partiellement ou en totalité issu de l’article de Wikipédia en anglais intitulé « Victor Cavendish-Bentinck » (voir la liste des auteurs).
- (en) Stephen Dorril, MI6 : inside the covert world of Her Majesty's secret intelligence service, New York, Free Press, 2000, 907 p. (ISBN 0-7432-0379-8 et 978-0-743-20379-1) La référence sur le MI6. Toutes les opérations clandestines du service sont détaillées. Index en ligne
- colonel David Smiley (trad. de l'anglais par Thierry Le Breton), Au cœur de l'action clandestine des commandos au MI6, Sceaux, l'Esprit du livre éd, coll. « Histoire & mémoires combattantes », 17 juin 2008, 344 p. (ISBN 978-2-915960-27-3) (traduction de (en) David Smiley, Irregular regular, Norwich, Michael Russell, 1994 (ISBN 978-0-85955-202-8)). Les mémoires d'un officier du SOE en Albanie, du SOE en Asie du Sud-Est, puis agent du MI6 (Pologne, Albanie, Oman, Yémen).